# Use Lahoz
Eusebio Lahoz, más conocido como Use Lahoz (Barcelona, 1976), es un escritor español.

## Biografía
Nació en Barcelona en 1976. Se licenció en Humanidades.
Viene publicando novelas desde el año 2005. Sus libros le han granjeado premios como el Ojo Crítico de Narrativa de 2012, que recibió por La estación perdida, y el Primavera de Novela de 2013, que reconoce su El año en que me enamoré de todas. Ha incursionado, asimismo, en la novela juvenil con libros escritos a cuatro manos con Josan Hatero y Andrés Rubio. Escribe también para el suplemento El Viajero que publica el diario El País y colabora con El ojo crítico, programa de Radio Nacional de España.

## Obra
Ha publicado las siguientes novelas:
- Leer del revés (El Cobre, 2005)[3]
- Los Baldrich (Alfaguara, 2009)[3][1][2]
- La estación perdida (Alfaguara, 2011)[1][2]
- Volverán a por mí (La Galera, 2012), con Josan Hatero[3]
- El año en que me enamoré de todas (Espasa, 2013)[2]
- Los buenos amigos (Ediciones Destino, 2016)[1][2]
- Corazón de robot (Mad Libro, 2017), con Andrés Rubio[3]
- París (Tintablanca, 2019)[3]
- Jauja (Ediciones Destino, 2019)[1][2]
- Verso suelto (Ediciones Destino, 2023)[5][6][7]